# Dinitramide de guanylurée
Le dinitramide de guanylurée ou guanylurea-dinitramide ou N-guanylurea-dinitramide ou Fox-12  ou GuDN) est un composé chimique explosif azoté très stable, proposé comme explosif pour des munitions ne risquant pas de détoner spontanément, comme propulseur chimique (propergol) de moteur de fusée ou comme source de gaz pour des dispositifs de type coussin gonflable de sécurité (« airbag »). Il s'agit d'un sel entre la (le) dinitramide (la dinitroamine) et la guanylurée.

## Propriété physico-chimiques
- « La vitesse calculée de détonation à la densité maximum théorique est 8235 mètres par seconde avec une pression de détonation de 25,89 GPa. La température de détonation est de 2887 K. »[3]
- Énergie de formation : –332 kJ·mol-1[1]
- Enthalpie de formation : –356 kJ·mol-1[1]
- Énergie spécifique : 950 kJ·kg-1[1]
- bonne stabilité thermique, peu soluble dans l'eau et non hygroscopique[1]